# Red Baron (Arcade-Spiel)
Red Baron ist ein Arcade-Spiel, das von Atari 1981 auf Basis des Atari System 16 veröffentlicht wurde. Das Spiel gilt als der erste 3D-Flugsimulator. Namensgebend war der Jagdflieger Manfred von Richthofen, der den Beinamen Der Rote Baron trug. 
2003 wurde es für Windows XP in Zuge der Atari: 80 Classic Games in One! wiederveröffentlicht. Es ist Teil der Atari Anthology, die 2004 für Xbox und PlayStation 2 erschien. In der Atari Masterpieces Vol. I erschien es 2005 für Nokia N-Gage. 2007 erschien das Spiel in der Xbox Live Arcade als Download-Titel für Xbox 360 und Windows Vista. Für Android und iOS erschien 2011 eine Fassung innerhalb der Atari Greatest Hits Sammlung. Als Teil der Atari Flashback Classics Vol. 2 erschien es 2016 für Xbox One und PlayStation 4 und im Zuge des Atari Vault 2016 auch auf Steam.

## Technik
Die Grafik war eine schwarz-weiße Vektorgrafik mit blauer Overlay-Folie. Die gleiche Hardware verwendete auch die Panzer-Simulation Battlezone, die ebenfalls sehr erfolgreich war. Als Soundchip wurde der bekannte Atari POKEY verwendet, den es auch in Atari Homecomputern gab.